# Richard Kline
Richard Kline (Estados Unidos, el 29 de abril de 1944) es un actor y director de televisión estadounidense. Sus papeles incluyen a Larry Dallas en la comedia Three's Company , Richie en las últimas temporadas de It's a Living y Jeff Beznick en Noah Knows Best .

## Primeros años
Kline nació en la ciudad de Nueva York . Fue criado en Queens por padres que practicaban el judaísmo reformado . Asistió al Queens College y tiene una Maestría en Bellas Artes en teatro de la Universidad Northwestern . Después de graduarse, se unió al Ejército de los Estados Unidos y sirvió en Vietnam durante la Guerra de Vietnam como teniente.

## Carrera profesional
Kline se involucró en el teatro e hizo su debut profesional en 1971 como parte de la Lincoln Center Repertory Company . Las producciones teatrales regionales durante este período incluyeron Chemin de Fer (en Chicago con el actor Dennis Franz ), Death of a Salesman y Love's Labour's Lost . Kline, un cantante de formación clásica, hizo su debut en Broadway en el musical de 1989 City of Angels .
En Three's Company , Kline interpretó a Larry Dallas, un vecino playboy , vendedor de autos usados y mejor amigo de Jack Tripper de John Ritter . Kline apareció en 110 episodios de Three's Company de 1977 a 1984, y también apareció como Larry Dallas en los programas derivados The Ropers (1979) y Three's a Crowd (1985). Larry tiene la distinción de ser el único otro personaje además de Jack Tripper que aparece en Three's Company y sus dos derivados.
Además de sus apariciones en televisión y pantalla grande, Kline ha presentado dos pilotos de programas de juegos, Jumble en 1988 y To Tell the Truth en 1990. Los derechos del programa se vendieron luego a NBC con Gordon Elliott , luego Lynn Swann y Alex Trebek más tarde como presentadores. El piloto de TTTT de Kline salió al aire en la costa este por error el 3 de septiembre de 1990, el día en que debutó el programa. También reemplazó a Charles Nelson Reilly como panelista invitado en Sweethearts durante una semana de programas en diciembre de 1988. Sus apariciones como celebridades en programas de juegos incluyeron The $ 25,000 Pyramid y The $ 100,000 Pyramid .Super Password y múltiples apariciones en Match Game-Hollywood Squares Hour . ¡Kline le dijo a SitcomsOnline.com que le gustaría competir en Jeopardy! , bromeando, "¡pero me temo que les quitaría todo su dinero!" [4]
En febrero de 2010, fue elegido como el Mago en la primera gira nacional de Wicked . [5]
Kline fue vista a continuación en octubre de 2011 en It Shoulda Been You , dirigida por David Hyde Pierce y protagonizada por Tyne Daly. En 2016, Kline apareció en una película dirigida y protagonizada por Mike Birbiglia llamada Don't Think Twice .
Kline se reunió con los miembros del elenco de Three's Company Joyce DeWitt, Jenilee Harrison y Priscilla Barnes en septiembre de 2016 en "The Hollywood Show" en los suburbios de Chicago , un evento de autógrafos y recuerdos, reuniéndose con fanáticos y firmando autógrafos. 
Kline interpretó a Kid Twist en la producción de estreno mundial de Paper Mill Playhouse de The Sting, protagonizada por Harry Connick Jr. , que se desarrolló del 8 al 29 de abril de 2018. En diciembre de 2018, se unió a la gira nacional del musical Waitress hasta agosto de 2019. Repitió el papel en el elenco de Broadway desde el 20 de agosto de 2019 hasta que cerró el espectáculo el 5 de enero de 2020. 

## Filmografía Seleccionada
- The Mary Tyler Moore Show (TV) (1976) - Prosecutor
- Eight Is Enough (TV) (1977) - Mr. Corelli
- Maude (TV) (3 episodes, 1977–78) - Tuggy McKenna
- Three's Company (TV) (110 episodes, 1977–84) - Larry Dallas
- The Ropers (TV) (1979) - Larry Dallas
- The Love Boat (TV) (1981)
- Peter-No-Tail (1981) - Additional Voices (English version)
- Three's a Crowd (TV) (1985) - Larry Dallas
- Hotel (TV) (1985) - Gerald Phelps
- It's a Living (TV) (9 episodes, 1985–88) - Richie Gray
- Murder, She Wrote (TV) (1986) - Larry Kinkaid
- Hill Street Blues (TV) (1987) - Arnold Resnick
- St. Elsewhere (TV) (1987) - Michael
- Hunter (TV) (1987) - Michael Edleton
- Matlock (TV) (1988) - The Umpire
- Problem Child (1990) - Additional Voice (voice)
- Father Dowling Mysteries (TV)  (1991) - Harold Berman
- NYPD Blue (TV) (1993)
- L.A. Law (TV) (1994) - Mr. Pembrook
- Family Matters (TV) (1995) - Mr. Fleming
- Step by Step (TV) (1995) - Mr. Sloan
- The Bold and the Beautiful (TV) (1995–96) - Dr. Mark Benson
- Married... with Children (TV) (1996) - Flint Guccione
- Beverly Hills Ninja (1997) - Driver
- The Nanny (TV) (1997) - Guest Appearance in Episode 04/24
- Treehouse Hostage (1999) - Principal Ott
- Liberty Heights (1999) - Charlie, Nate's Assistant
- That '70s Show (TV) (1999) - Ted
- Warm Blooded Killers (1999) - Ush
- Noah Knows Best (TV) (13 episodes, 2000) - Jeff Beznick
- Saving Silverman (2001) - Acrobat Announcer (voice, uncredited)
- Judging Amy (TV) (2001) - Daryl Hoeller
- Inside Schwartz (TV) (2002) - Gene Schwartz
- Gilmore Girls (TV) (2002) - Miles Hahn
- Jane White Is Sick & Twisted (2002) - Anchor Chris Jobin
- ER (TV) (2004) - Risk Assessment Expert
- NYPD Blue (TV) (2004) - Barry Driscoll
- Karroll's Christmas (2004) - Bradley Carchet
- To Kill a Mockumentary (TV) (2006)
- Knight to F4 (2005) - Truman Fetcher
- I Now Pronounce You Chuck & Larry (2007) - Mr. Auerbach
- Jack and Jill (2011) - Theatergoer #1
- The Americans (2013-2016 FX series) three episodes - Bill Hanson
- Don't Think Twice (2016) - Mr. Coughlin
- Blue Bloods (TV) (2020) - Judge
- The Resident (TV) (2021) - George Criforth

|}